# Dendropanax globosus
Dendropanax globosus är en araliaväxtart som beskrevs av M.J.Cannon och Cannon. Dendropanax globosus ingår i släktet Dendropanax och familjen Araliaceae. Inga underarter finns listade.